# Базіль Болі
Базі́ль Болі́ (фр. Basile Boli, нар. 2 січня 1967, Абіджан) — колишній французький футболіст івуарійського походження, що грав на позиції захисника. Відомий, зокрема, виступами за «Осер», «Марсель», а також національну збірну Франції.
Молодший брат іншого французького футболіста Роже Болі, дядько футболіста Кевіна Болі.

## Кар'єра
Народившись в Кот-д'Івуарі, Базіль Болі ще в диинстві переїхав до Франції, де займався футболом у молодіжних командах Парижа, доки його не підписав «Осер» у 1982-му. Будучи потужним захисником Болі швидко пробився до основи команди і, невдовзі, дебютував за національну збірну Франції. Його прекрасна ігрова форма зробила Болі трансферною ціллю для усіх французьких грандів.
В результаті у 1990 році Базіль підписав контракт з марсельським «Олімпіком», який за президентства Бернара Тапі швидко став одним з лідерів чемпіонату Франції. Болі допоміг клубу здобути два чемпіонства у 1991 та 1992 роках, а також перемогти у Лізі чемпіонів 1992-93, забивши гол у фінальному матчі проти «Мілану». Одного разу він навіть допоміг своєму одноклубнику Крісу Водлу записати пісню «We've Got a Feeling». Однак сезон 1992-93 завершився величезним скандалом, пов'язаним із спробою підкупу гравців команди «Валансьєн» з метою забезпечення перемоги «Олімпіка» і, що важливіше, уникнення його гравцями травм перед фіналом Ліги чемпіонів. Як наслідок, команда була переведена в другий дивізіон і позбавлена звання чемпіонів за сезон 1992-93.
У таких умовах Базіль Болі в 1994 році за £2,000,000 переходить до «Рейнджерс», за який в сезоні 1994-95 проводить 28 матчів у лізі і допомагає команді здобути золото чемпіонату.
Сезон 1995-96 Болі провів у «Монако», а завершив кар'єру в японському «Урава Ред Даймондс» у 1997 році.

## Титули і досягнення

### «Осер»
- Чемпіонат Франції
  - Бронзовий призер (1): 1983–84

### «Марсель»
- Чемпіонат Франції
  - Чемпіон (2): 1990–91, 1991–92
  - Срібний призер (1): 1993–94
- Кубок Франції
  - Фіналіст (1): 1990–91
- Ліга чемпіонів
  - Переможець (1): 1992–93

### «Рейнджерс»
- Чемпіонат Шотландії
  - Чемпіон (1): 1994–95

### «Монако»
- Чемпіонат Франції
  - Бронзовий призер (1): 1995–96